# Svartön, Vasa
Svartön är en udde i Vasa i Österbotten. Den ligger i Södra Stadsfjärden  i den västra delen av landet, 400 km nordväst om huvudstaden Helsingfors.  Halvön tillhör byn Sundom.

## Terräng
Terrängen inåt land är mycket platt. Havet är nära Svartön åt nordväst. Runt Svartön är det glesbefolkat, med 12 invånare per kvadratkilometer. Närmaste större samhälle är Vasa, 5,1 km norr om Svartön. I omgivningarna runt Svartön växer i huvudsak blandskog.

## Historia
Förr var Svartön en ö. Man har hittat lämningarna av ett skeppsvarv från 1600-talet och bottnen av ett 15 meter långt skepp väster om Svartön.